# Final Fantasy Fables: Chocobo Tales
Final Fantasy Fables: Chocobo Tales est un party game se tenant dans l'univers de Final Fantasy, développé par h.a.n.d. et édité par Square Enix.

## Accueil
- Gamekult : 7/10[1]
- GameSpot : 8/10[2]
- IGN : 8,3/10[3]
- Jeuxvideo.com : 14/20[4]